# Ambystoma ordinarium
Espèce
Statut de conservation UICN

 EN B1ab(iii)+2ab(iii) : En danger
Ambystoma ordinarium est une espèce d'urodèles de la famille des Ambystomatidae.

## Répartition
Cette espèce est endémique du Mexique. Elle se rencontre dans le nord-est de l'État de Michoacán et à Tianguistenco dans l'État de Mexico vers 2 200 m d'altitude.

## Publication originale
- Taylor, 1940 "1939" : New salamanders from Mexico, with a discussion of certain known forms. University of Kansas Science Bulletin, vol. 26, no 12, p. 407-430 (texte intégral).